# Jennifer Jason Leigh
Jennifer Jason Leigh (tên khai sinh:Jennifer Leigh Morrow; sinh ngày 5 tháng 2 năm 1962) là một nữ diễn viên, biên kịch, nhà sản xuất và đạo diễn người Mỹ. Leigh bắt đầu sự nghiệp khi là một thiếu nữ trong những năm 1970, cô tham gia vai khách mời trong một vài chương trình truyền hình. Bước đột phá trong sự nghiệp của cô đến năm 1982 với vai Stacy Hamilton trong Fast Times at Ridgemont High. Leigh tiếp tục những vai thiếu niên của mình, cô nhận được nhiều lời khen ngợi cho vai diễn trong các bộ phim năm 1990 Miami Blues và Last Exit to Brooklyn. Năm 1991, cô xuất hiện trong Backdraft của Ron Howard và năm 1992, Leigh đóng vai trong bộ phim chính kịch rùng rợn Single White Female.